# Триваља-Моштени (Телеорман)
Триваља-Моштени (рум. Trivalea-Moşteni) насеље је у Румунији у округу Телеорман у општини Триваља-Моштени. Oпштина се налази на надморској висини од 90 m.

## Становништво
Према подацима из 2002. године у насељу је живело 3424 становника, од којих су сви румунске националности.

### Хронологија
| Година       | 1992 | 1993 | 1994 | 1995 | 1996 | 1997 | 1998 | 1999 | 2000 | 2001 | 2002 | 2003 | 2004 | 2005 | 2006 | 2007 | 2008 | 2009 | 2010 | 2011 | 2012 | 2013 | 2014 | 2015 | 2016 | 2017 |
| ------------ | ---- | ---- | ---- | ---- | ---- | ---- | ---- | ---- | ---- | ---- | ---- | ---- | ---- | ---- | ---- | ---- | ---- | ---- | ---- | ---- | ---- | ---- | ---- | ---- | ---- | ---- |
| Становништво | 3881 | 3820 | 3797 | 3702 | 3685 | 3635 | 3615 | 3575 | 3490 | 3472 | 3421 | 3359 | 3278 | 3197 | 3130 | 3082 | 3016 | 2951 | 2897 | 2851 | 2822 | 2774 | 2734 | 2693 | 2642 | 2587 |